# 민주진보당
민주진보당(중국어: 民主進步黨)은 중화민국의 타이완 국민주의 정당이다. 약칭은 민진당(중국어: 民進黨)이다.

## 역사

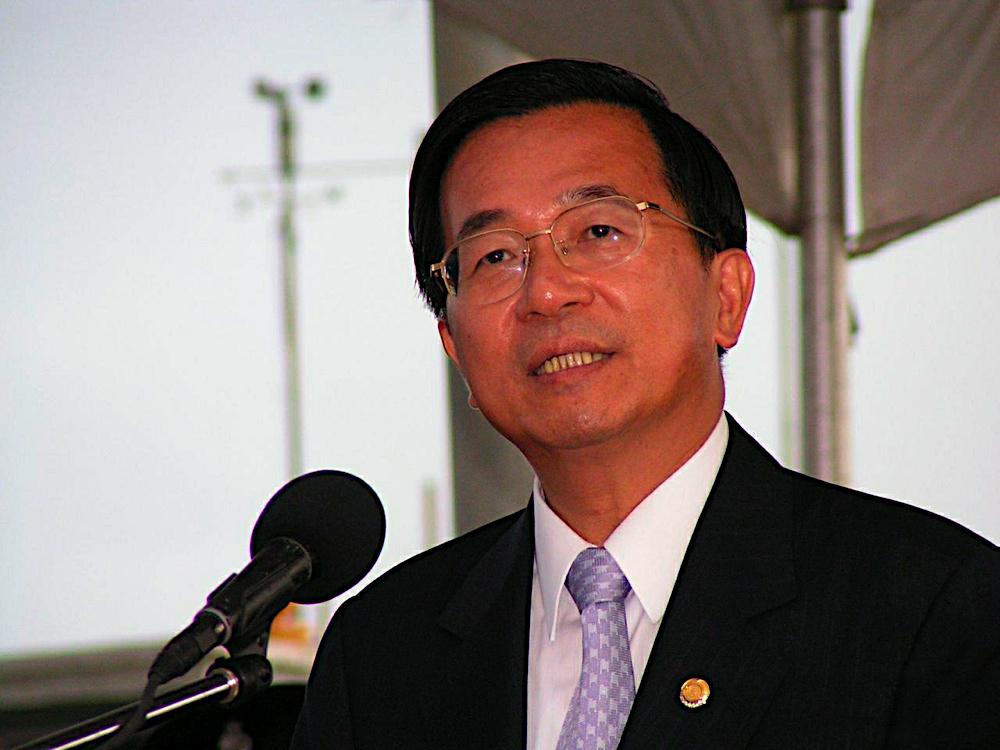
중화민국 제10·11대 총통 천수이볜

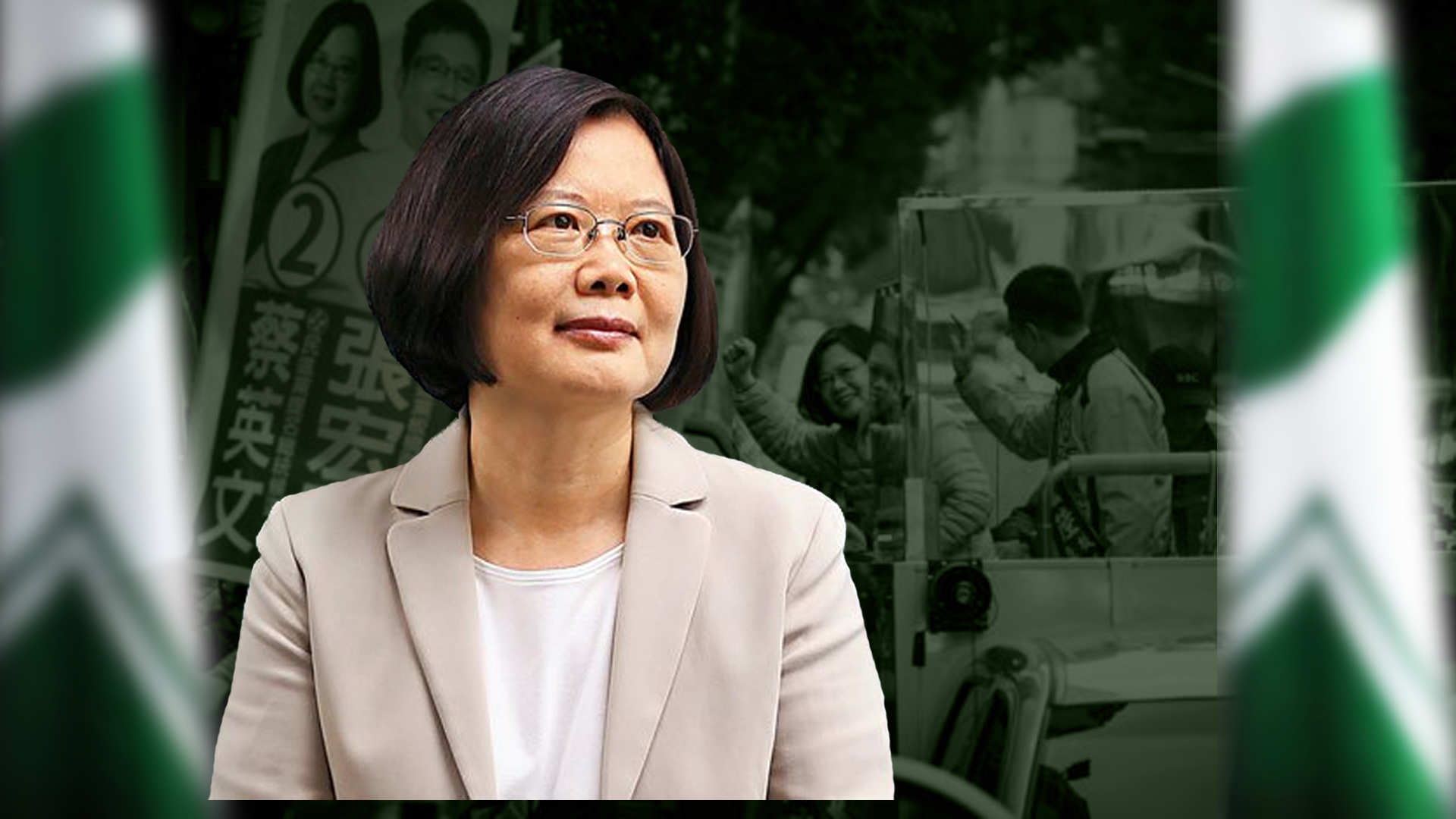
중화민국 제14·15대 총통 차이잉원

1928년 북벌을 단행하여 집권하게 된 중국 국민당은 1986년 이전까지 중화민국에서 일당 독재 체제를 유지하였기 때문에, 그 외의 정당은 존재 자체가 무의미하였다.
그러나 1986년 이후, 점차 민주화가 진행되면서, 타이완 독립을 주장하는 토착 정당인 민주진보당이 결성되었고, 1987년 이후 계엄령이 해제되면서 합법적인 정당으로 활동하게 되었다.
이후, 타이완의 청년층이나, 본성인들의 지지를 받은 민주진보당은 2000년 이후 8년 동안 천수이볜 총통이 이끄는 중화민국의 집권 여당이 되었다. 이 정권교체는 중국 국민당이 중화민국을 통치한 지 72년만의 일이었고, 또한 타이완이 중화민국에 편입된 지 55년만의 일이었다.
하지만 2008년 1월 총선에서 중국 국민당이 전체 113석중 81석을 차지하면서 민주진보당은 패배의 쓴맛을 보았는데, 그 이유는 경제 정책 실패(경제 성장 둔화, 물가 급등, 실업률 상승)에 대한 국민들의 실망 때문으로 분석된다.
그러나, 국민당 정부의 연이은 정책 실패로 이후 지방선거에서 역전에 성공했으며 2016년 중화민국 총통 선거에서 56.3%에 득표율로 민주진보당 후보인 차이잉원이 당선되어 재집권에 성공했다. 그리고 이 날 총통 선거와 같이 치른 2016년 중화민국 입법위원 선거에서도 총 113석 중 68석을 차지했다.
그럼에도 2018년 지방선거에서 6석을 건지고 참패했으나, 홍콩 시위의 여파로 중화민국에서도 반중 감정이 확산되며 2020년 중화민국 총통 선거에서 차이잉원이 57.1%로 재선에 성공했고, 2020년 중화민국 입법위원 선거에서는 61석을 얻으며 과반을 얻게 된다. 2022년 지방선거에 현시장 5석을 건지고 참패하여  차이잉원 총통이 민주진보당 주석직을 사퇴하여 천치마이 가오슝시장이 민주진보당 주석 권한대행을 하게 되었고, 2023년 1월 18일부터는 라이칭더 부총통이 민주진보당 주석으로 선출되어 현재까지 당을 이끌고 있는 중이다.

## 역대 지도부 목록

### 역대 당 주석
| 대수     | 이름     | 직함      | 임기                                |
| -------- | -------- | --------- | ----------------------------------- |
| 1        | 장펑졘   | 당 주석   | 1986년 11월 10일 ~ 1987년 11월 11일 |
| 2        | 야오쟈원 | 당 주석   | 1987년 11월 11일 ~ 1988년 11월 12일 |
| 3        | 황신졔   | 당 주석   | 1988년 11월 12일 ~ 1989년 11월 14일 |
| 4        | 황신졔   | 당 주석   | 1989년 11월 14일 ~ 1991년 11월 12일 |
| 5        | 쉬신량   | 당 주석   | 1991년 11월 12일 ~ 1993년 11월 29일 |
| (임시)   | 스밍더   | 대리 주석 | 1993년 11월 29일 ~ 1994년 5월 15일  |
| 6        | 스밍더   | 당 주석   | 1994년 5월 15일 ~ 1996년 3월 28일   |
| (임시)   | 장쥔홍   | 대리 주석 | 1996년 3월 28일 ~ 1996년 6월 30일   |
| 7        | 쉬신량   | 당 주석   | 1996년 6월 30일 ~ 1998년 8월 1일    |
| 8        | 린이슝   | 당 주석   | 1998년 8월 1일 ~ 2000년 7월 22일    |
| 9        | 셰창팅   | 당 주석   | 2000년 7월 22일 ~ 2002년 7월 21일   |
| 10       | 천수이볜 | 당 주석   | 2002년 7월 21일 ~ 2004년 5월 20일   |
| 11       | 천수이볜 | 당 주석   | 2004년 5월 20일 ~ 2004년 12월 14일  |
| (임시)   | 커졘밍   | 대리 주석 | 2004년 12월 14일 ~ 2005년 2월 15일  |
| 11(승계) | 쑤전창   | 당 주석   | 2005년 2월 15일 ~ 2005년 12월 8일   |
| (임시)   | 뤼슈롄   | 대리 주석 | 2005년 12월 8일 ~ 2006년 1월 15일   |
| 11(승계) | 유시쿤   | 당 주석   | 2006년 1월 26일 ~ 2007년 3월 14일   |
| (임시)   | 차이통롱 | 대리 주석 | 2007년 3월 14일 ~ 2007년 5월 8일    |
| 11(승계) | 유시쿤   | 당 주석   | 2007년 5월 8일 ~ 2007년 10월 3일    |
| 11(승계) | 천수이볜 | 당 주석   | 2007년 10월 17일 ~ 2008년 1월 16일  |
| (임시)   | 셰창팅   | 대리 주석 | 2008년 1월 16일 ~ 2008년 5월 21일   |
| 12       | 차이잉원 | 당 주석   | 2008년 5월 21일 ~ 2010년 5월 25일   |
| 13       | 차이잉원 | 당 주석   | 2010년 5월 25일 ~ 2011년 3월 17일   |
| (임시)   | 커졘밍   | 대리 주석 | 2011년 3월 17일 ~ 2011년 4월 27일   |
| 13(승계) | 차이잉원 | 당 주석   | 2011년 4월 27일 ~ 2012년 2월 29일   |
| (임시)   | 천쥐     | 대리 주석 | 2012년 2월 29일 ~ 2012년 5월 30일   |
| 14       | 쑤전창   | 당 주석   | 2012년 5월 30일 ~ 2014년 5월 28일   |
| 15       | 차이잉원 | 당 주석   | 2014년 5월 28일 ~ 2016년 5월 25일   |
| 16       | 차이잉원 | 당 주석   | 2016년 5월 25일 ~ 2018년 11월 24일  |
| (임시)   | 린유창   | 대리 주석 | 2018년 11월 28일 ~ 2019년 1월 8일   |
| 16(승계) | 줘룽타이 | 당 주석   | 2019년 1월 9일 ~ 2020년 5월 20일    |
| 17       | 차이잉원 | 당 주석   | 2020년 5월 20일 ~ 2022년 11월 26일  |
| (임시)   | 천치마이 | 대리 주석 | 2022년 11월 30일 ~ 2023년 1월 18일  |
| 18       | 라이칭더 | 당 주석   | 2023년 1월 18일 ~ 현재              |

## 역대 선거 결과

### 총통 선거
| 실시년도 | 총통     | 부총통          | 득표      | 득표율 | 당락 |
| -------- | -------- | --------------- | --------- | ------ | ---- |
| 1996     | 펑밍민   | 셰창팅          | 2,274,586 | 21.1%  | 낙선 |
| 2000     | 천수이볜 | 뤼슈롄          | 4,977,737 | 39.3%  | 당선 |
| 2004     | 천수이볜 | 뤼슈롄          | 6,446,900 | 50.1%  | 당선 |
| 2008     | 셰창팅   | 쑤전창          | 5,445,239 | 41.5%  | 낙선 |
| 2012     | 차이잉원 | 쑤자취안        | 6,093,578 | 45.6%  | 낙선 |
| 2016     | 차이잉원 | 천젠런 (무소속) | 6,894,744 | 56.1%  | 당선 |
| 2020     | 차이잉원 | 라이칭더        | 8,170,231 | 57.1%  | 당선 |
| 2024     | 라이칭더 | 샤오메이친      | 5,586,019 | 41.0%  | 당선 |

### 입법위원 선거
| 실시년도 | 의석 수  | 득표수    | 득표율 | 결과  | 의석 증감 | 지도자   |
| -------- | -------- | --------- | ------ | ----- | --------- | -------- |
| 1989     | 21 / 130 |           |        | 제2당 |           | 황신치   |
| 1992     | 51 / 161 | 2,944,195 | 31.0%  | 제2당 | 30석      | 쉬신량   |
| 1995     | 54 / 164 | 3,132,156 | 33.2%  | 제2당 | 3석       | 스밍더   |
| 1998     | 70 / 225 | 2,966,834 | 29.6%  | 제2당 | 16석      | 린이슝   |
| 2001     | 87 / 225 | 3,447,740 | 36.6%  | 제1당 | 21석      | 셰창팅   |
| 2004     | 89 / 225 | 3,471,429 | 37.9%  | 제1당 | 2석       | 천수이볜 |
| 2008     | 27 / 113 | 3,610,106 | 36.9%  | 제2당 | 62석      | 천수이볜 |
| 2012     | 40 / 113 | 4,556,526 | 34.6%  | 제2당 | 13석      | 차이잉원 |
| 2016     | 68 / 113 | 5,370,953 | 44.1%  | 제1당 | 28석      | 차이잉원 |
| 2020     | 61 / 113 | 4,811,241 | 34.0%  | 제1당 | 7석       | 줘룽타이 |
| 2024     | 51 / 113 | 6,095,276 | 45.1%  | 제2당 | 10석      | 라이칭더 |

### 지방 선거
| 실시년도 | 직할시/현시장 | 직할시/현시의원 | 향진시구장 | 향진시구민대표 | 촌리장      | 지도자   |
| 1994     | 1 / 3         | 52 / 175        |            |                |             | 스밍더   |
| 1997     | 12 / 23       | 114 / 886       | 28 / 319   |                |             | 쉬신량   |
| 1998     | 1 / 2         | 28 / 96         |            |                |             | 린이슝   |
| 2001     | 9 / 23        | 147 / 897       | 28 / 319   |                |             | 셰창팅   |
| 2002     | 1 / 2         | 31 / 96         |            |                |             | 천수이볜 |
| 2005     | 6 / 23        | 192 / 901       | 35 / 319   |                |             | 쑤전창   |
| 2006     | 1 / 2         | 33 / 96         |            |                |             | 유시쿤   |
| 2009     | 4 / 17        | 128 / 587       | 34 / 211   |                |             | 차이잉원 |
| 2010     | 2 / 5         | 130 / 314       |            |                | 220 / 3,757 | 차이잉원 |
| 2014     | 13 / 22       | 291 / 907       | 54 / 204   | 194 / 2,141    | 390 / 7,848 | 차이잉원 |
| 2018     | 6 / 22        | 238 / 912       | 40 / 204   | 151 / 2,148    | 285 / 7,744 | 차이잉원 |
| 2022     | 5 / 22        | 227 / 910       | 35 / 204   | 123 / 2,138    | 226 / 7,740 | 차이잉원 |
| -------- | ------------- | --------------- | ---------- | -------------- | ----------- | -------- |

### 국민대회 선거
| 실시년도 | 의석 수   | 득표수    | 득표율 | 결과  | 의석 증감 | 지도자 |
| -------- | --------- | --------- | ------ | ----- | --------- | ------ |
| 1991     | 66 / 325  | 2,036,271 | 23.3%  | 제2당 | 66석      | 황신치 |
| 1995     | 127 / 334 | 3,121,423 | 29.9%  | 제2당 | 33석      | 스밍더 |
| 2005     | 127 / 300 | 1,647,791 | 42.52% | 제1당 | 28석      | 쑤전창 |

## 같이 보기
- 중화민국의 정치
- 중화민국의 정당
- 대만의 독립
- 하나의 중국
- 범록연맹
- 차이잉원